# Stimmenkönig
Der Stimmenkönig (gelegentlich auch Stimmenkaiser) ist derjenige Listenkandidat einer Wahl mit Einzelstimmmöglichkeit, der die meisten Wählerstimmen erzielt. Das bekannteste Beispiel hierfür sind die Kommunalwahlen in Baden-Württemberg, bei denen die Wähler mit den Möglichkeiten des Kumulierens und Panaschierens jedem Einzelkandidaten bis zu drei Stimmen geben können. 